# Альберт, Эдвард
Эдвард Альберт (англ. Edward Albert; 20 февраля 1951 — 22 сентября 2006) — американский актер.

## Биография
Эдвард Альберт родился 20 февраля 1951 года в Лос-Анджелесе. Отец — актер Эдди Альберт, мать — мексиканская актриса и танцовщица Марго. Учился в Оксфордском университете. Свободно изъяснялся на испанском, французском, португальском и китайском языках. В 14 лет впервые появился на экране в фильме «Убийца дураков» (1965). Сыграл в фильме «Бабочки свободны» (1972) с Голди Хоун. За эту роль он получил премию «Золотой глобус» в номинации лучший дебют актёра.
Эдвард был женат на Кэтрин Вудвилл с 27 июня 1979 года, родился один ребенок.
Умер от рака легких 22 сентября 2006 года в Малибу (штат Калифорния).

## Избранная фильмография
- 1972 — Бабочки свободны
- 2006 — Море кошмаров